# 朱凱生
朱凱生（1945年12月8日—），中華民國陸軍二級上將，臺北市中正區人，生於江蘇省武進市，畢業於陸軍官校37期砲兵科，個性低調，熱衷於孫子兵法研究，為中華民國末任「陸軍總司令」，也是前國防部長高華柱的同期同學，曾任國防部副部長、陸軍總司令、副參謀總長、參謀本部聯準室主任、陸軍金防部司令、陸軍砲校校長、陸軍武獲室主任、陸軍步兵333師長、參謀本部計畫參謀次長室第二處長、陸軍總部作戰署長、副署長、組長。
朱凱生也是中華民國國軍的最後一位陸軍「總司令」，自他的繼任者胡鎮埔上將上任之後則改稱為陸軍「司令」。

## 荣誉

### 中华民国勋章奖章
- 二等宝鼎勋章（2007年5月25日于台北总统府颁授[1]）